# Front uni d'Anguilla
Le Front uni d'Anguilla (en anglais : Anguilla United Front abrégé AUF) est une alliance électorale entre l'Alliance nationale d'Anguilla et le Parti démocratique d'Anguilla, fondée en 2000 sous la direction d'Osbourne Fleming. Cette alliance a remporté les élections de 2000, 2005, 2015 et 2025.

## Résultats électoraux
| Élection | Votes | %    | Siège  | +/–           | Rang | Gouvernement |
| -------- | ----- | ---- | ------ | ------------- | ---- | ------------ |
| 2000     | 2 220 | 46,7 | 4 / 7  | 4             | 1er  | Majorité     |
| 2005     | 2 177 | 39,1 | 4 / 7  | en stagnation | 1er  | Majorité     |
| 2010     | 2 781 | 39,4 | 2 / 7  | 2             | 2e   | Opposition   |
| 2015     | 4 324 | 54,4 | 6 / 7  | 4             | 1er  | Majorité     |
| 2020     | 3 170 | 44,1 | 4 / 11 | 2             | 2e   | Opposition   |
| 2025     | 3 654 | 48,9 | 8 / 11 | 4             | 1er  | Majorité     |